# Blockbuster Video

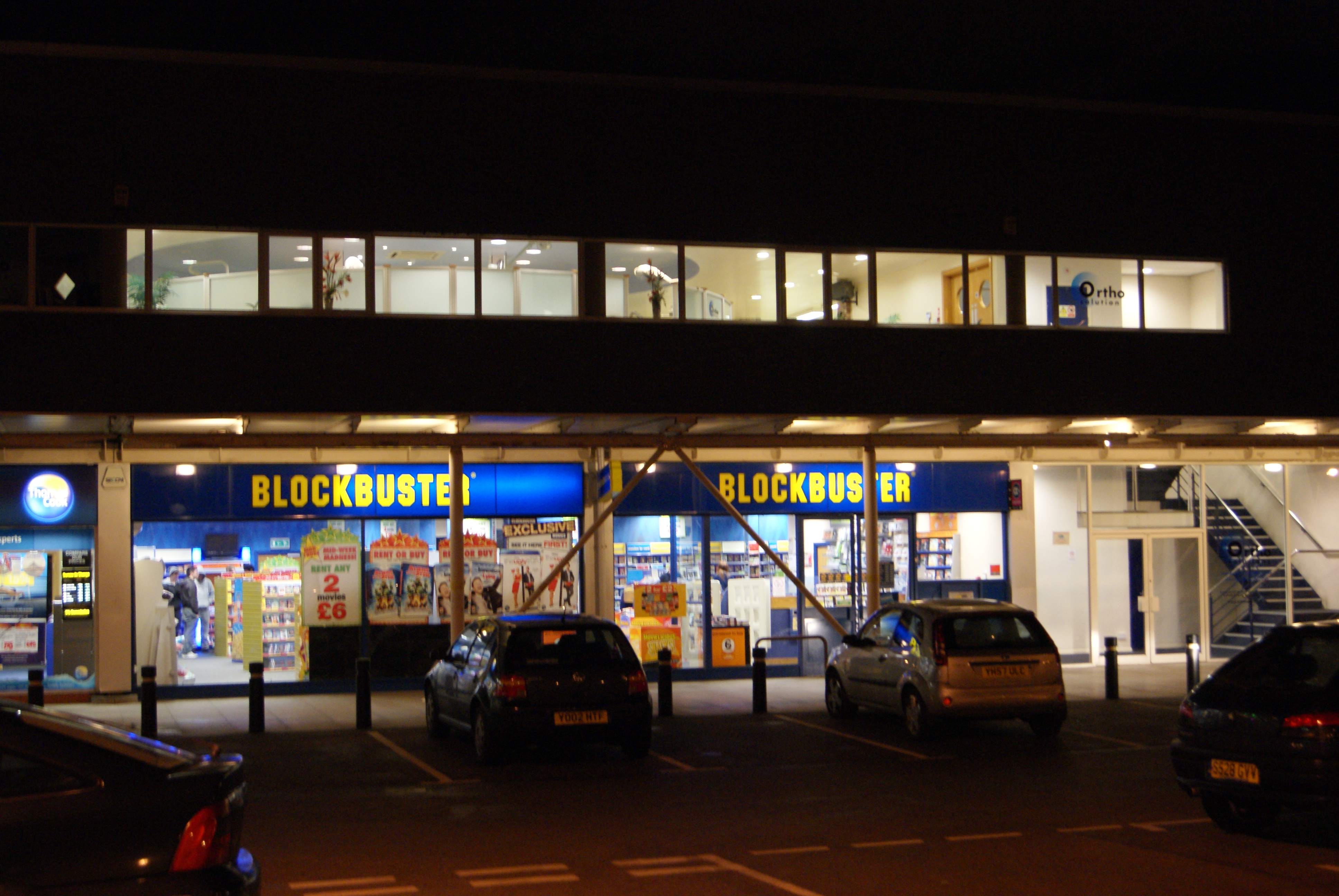
Blockbuster à Leeds en Angleterre.

 (décembre 2013).
Si vous disposez d'ouvrages ou d'articles de référence ou si vous connaissez des sites web de qualité traitant du thème abordé ici, merci de compléter l'article en donnant les références utiles à sa vérifiabilité et en les liant à la section « Notes et références ».
Pour les articles homonymes, voir Blockbuster (homonymie).
Blockbuster Video (aussi appelée Blockbuster LLC) était une entreprise américaine fondée en 1985 et disparue en 2014, exploitant une chaîne de magasins de location de VHS et ensuite de DVD et de jeux vidéo. Son siège social se trouvait à  Dish Network à Englewood, au Colorado. Bien que des milliers de magasins ont été fermés pendant la faillite, un seul magasin reste ouvert à Bend, dans l'Oregon.

## Histoire
En 1985, David Cook, après avoir essayé de racheter une petite franchise de location vidéo à Dallas, Video Works, fonde le premier magasin Blockbuster, à Dallas, au Texas, avec un stock de 8000 VHS et de 2000 Betamax.
En 1987, Blockbuster s'ouvre à la location de jeux vidéo. Nintendo, s'opposant à cette pratique, attaque la société en justice mais perd le procès.
Durant la fin des années 1980 et pendant les années 1990, la société a racheté plusieurs concurrents pour étendre leur franchise (notamment la franchise Erol's qui comptait plus de 250 magasins), et s'essayant à la location de disques de musique en lançant Blockbuster Music, fruit de l'acquisition des chaînes de magasins Sound Warehouse et Music Plus. En 1994, la société est rachetée par Viacom, pour un montant de 8,4 milliards de dollars, Viacom étant à l'époque en pleine discussion pour acquérir les studios de la Paramount.
En 1998, lors du début de la commercialisation des DVD, Warner Bros. a tenté de faire un contrat d'exclusivité temporaire de location. Blockbuster pouvait faire louer des titres en avant-première avant leur commercialisation, en échange de 40% des recettes de la location. Blockbuster a refusé cette offre, et Warner répondit en baissant les prix de ses titres pour la commercialisation. Le modèle économique de Blockbuster s'en trouvait sérieusement affecté. En 2000, Blockbuster refuse la fusion-acquisition de Netflix, dont les fondateurs demandaient alors 50 millions de dollars pour gérer ensuite la partie internet de l'activité de Blockbuster.
En 2001, Blockbuster s'associe avec Enron pour créer un service de vidéo à la demande. Le contrat est supposé durer 20 ans, mais Enron y met un terme dans le courant de l'année 2001, craignant que Blockbuster ne puisse pas fournir assez de contenu pour le service.
À son apogée en 2004, la compagnie possède près de 9000 magasins aux États-Unis et décide de lancer une offre publique d'achat de son concurrent majeur, Hollywood Video (en). Après plusieurs tentatives, Blockbuster abandonne le rachat à la suite d'un avis négatif de la FTC.
En 2007, une nouvelle stratégie commerciale, nommée Total Access, est mise en place pour contrer Netflix. Les clients qui louent un DVD en ligne via Blockbuster Online, peuvent alors le retourner dans un des magasins, et en louer un nouveau gratuitement. Pour la société, chaque location gratuite coûte 2 dollars, mais elle espère par ce biais attirer de nouveaux clients pour compenser les pertes. La stratégie fonctionna assez bien pour que Netflix se sente menacée, et approche Blockbuster pour une proposition de rachat de la partie location en ligne de la société. Cependant, l'intervention d'un membre du conseil d'administration de Blockbuster estimant que la compagnie a perdu trop d'argent via le programme, mène au remplacement du PDG John Antioco par James Keyes, qui mit un terme à la proposition de Netflix. Blockbuster annonce le 17 juin 2007 qu'ils se lancent dans la location de disques Blu-Ray plutôt que de disques HD DVD.
En septembre 2010, la chaîne entre en liquidation judiciaire, convertissant le gros de sa dette en actions. La compagnie possède alors 6500 magasins dont 4000 aux États-Unis.
La chaîne est reprise en mars 2011 par la compagnie Dish (Echostar), un opérateur de diffusion par satellite, qui compte développer son service de VOD, en fermant un millier de magasins et en vendant des abonnements satellites dans les boutiques qui resteront ouvertes.
À l'été 2018, le dernier magasin Blockbuster brésilien ferme ses portes. Le 31 mars 2019, le dernier magasin Blockbuster d'Australie, situé à Morely, ainsi que les deux derniers magasins d'Alaska ferment à leur tour.
En mars 2019, il ne reste plus qu'un seul magasin Blockbuster en activité aux États-Unis, situé à Bend, dans l'Oregon,. Cependant, deux magasins Blockbuster restent encore en activité en Italie, à Florence, mais n'a aucun rapport avec Dish. En effet, le propriétaire des deux magasins a fait affaire, avant le rachat par Dish, avec une compagnie maintenant dissoute pour utiliser la marque.
Il est fait référence à la marque dans la série Brooklyn Nine-Nine en tant que blague au début de l'épisode 18 de la saison 3. En 2022, la série comique Blockbuster a pour place la vie fictive dans le dernier magasin Blockbuster aux États-Unis.